# Sutjeska
 Ovo je glavno značenje pojma Sutjeska. Za druga značenja pogledajte Sutjeska (razdvojba).
Sutjeska (Sućeska) je rijeka u istočnoj Hercegovini, BiH. Duga je 35 km, a ulijeva se u rijeku Drinu južno od grada Foče. Teče kroz Nacionalni park Sutjeska.
U srednjem vijeku porječje je naseljeno Hrvatima, argument čega je toponim. Toponim je ikavski, što je samo kod Hrvata. Staro ikavsko ime rijeke je Sutiska.
U Drugom svjetskom ratu su na tom području Nijemci pokrenuli veliku protupartizansku operaciju "Schwarz", kod nas poznatu i kao "Bitka na Sutjesci" odnosno "Peta neprijateljska ofenziva".